# Голод в Эфиопии
Голод в Эфиопии периодически случается на протяжении всей истории страны, ранее известной как Абиссиния.
Экономика страны была основана на сельском хозяйстве, а аристократия потребляла излишки. В силу ряда причин у крестьян не было стимулов ни для улучшения производства, ни для хранения излишков урожая. В результате этого крестьяне зависели от урожая. Несмотря на масштабную модернизацию и земельную реформу в стране за последние 120 лет, особенно при императоре Хайле Селассие, около 80 % населения составляют бедные фермеры, которые по-прежнему живут по системе «От урожая к урожаю» и страдают от гибели посевов (по состоянию на 2016 год).

## Список случаев голода
| Год                     | Пострадавшие регионы                     | Описание |
| ----------------------- | ---------------------------------------- | --- |
| Первая половина IX века |                                          | Причиной стала эпидемия. |
| 1535                    | Провинция Тыграй (Голод и эпидемия)      | Как описано в Футух аль-Хабаша, этот голод тяжело отразился на армии Ахмеда аль-Гази: «Когда они вошли в Тыграй, у каждого мусульманина было пятьдесят мулов, а у некоторых даже сто. Когда они ушли, у каждого из них было только один или два мула». Среди погибших был молодой сын имама Ахмад ан-Нагаси. |
| 1540                    |                                          | Свидетельства современников, собранные Ричардом Панкхёрстом, описывают этот голод как «худший, чем тот, который случился во время разрушения Второго Храма». |
| 1543                    |                                          | Панкхёрст не приводит дополнительных деталей. |
| 1567—1570               | Харэр                                    | Голод сопровождался чумой и экспансией народа оромо. В это время от тифа умер Нур ибн Муджахид (эмир Харэра). Как описывает Дж. Спенсер Тримингем, эмир Нур «прилагал все усилия, чтобы помочь своему народу оправиться, однако после непродолжительных перерывов народ оромо снова возвращался, словно саранча, и опустошал страну, а сам Нур умер от чумы, распространившейся во время голода». |
| 1611                    |                                          | Проливные дожди, пришедшиеся на этот год, и сильный холод вызвали обширные неурожаи в северных провинциях. В период правления императора Сусныйоса I чуму называли «манан тита» (буквально «Кого она оставила?»). Многие люди умерли, особенно в провинции Дембия. |
| 1625 — ок. 1627         |                                          | По рассказам эфиопов и португальских иезуитов (напр., Жером Лобо, Афонсо Мендес, Гаспар Паиш, Томас Барнето, Мануэл де Алмейда, этот голод продолжался несколько лет и был вызван необычайно большими стаями саранчи. Иезуиты также воспользовались этой возможностью, чтобы обратить жертв голода в католичество. |
| 1634—1635               | Провинция Тыграй                         | Этот голод пришелся на период правления императора Фасиледэса, о чем рассказывают император Эфиопии Зэра Яыкоб и философ Вальда Хейвет (предположительно), а также иезуиты Мануэл де Алмейда и Диего де Маттос. Говорят, что эпидемия кантара или фангула (холера) поразила Дембию, которая затем распространилась на Тыграй. |
| 1650                    |                                          | Панкхёрст не приводит дополнительных деталей. |
| 1653                    |                                          | Эпидемия кабаб. |
| 1678                    |                                          | Стоимость зерна была завышена, что привело к гибели многих мулов, лошадей и ослов. |
| 1700                    |                                          | Возможно, это был голод, поразивший Шоа между правлениями Негаси Крестоса и Себастьяноса, о котором упоминает Дональд Н. Левин. |
| 1702                    |                                          | Говорят, что голодающие крестьяне обратились к императору Иясу I в Гондэре, настаивая, что если он не накормит их, то они умрут. В ответ на это, император и его вельможи в течение двух месяцев кормили несметное количество обездоленных. Император, как сообщается, оказывал милосердие всем нуждающимся, будь то еврей, «непреданный подданный или убийца». |
| 1747—48                 |                                          | Причиной голода стала саранча. В 1747 году также наблюдалась эпидемия лихорадки («гунфан»), возможно, грипп. |
| 1752                    |                                          | Согласно Панкхёрсту, европеец Ремедиус Прутки, молчит об этой катастрофе. |
| 1783                    |                                          | Этот голод упоминается как həmame («моя болезнь») в «Королевской хронике Абиссинии». |
| 1789                    |                                          | По словам Герберта Уэлда Бланделла, «Голодало население всех провинций» Деджазмач Хайлу Эште, живший в то время в Эсте, назначил охранникам многих «нуждающихся людей» в деревнях. «И, услышав об этом, многие военачальники, начали действовать также». |
| 1796                    |                                          | Этот голод был особенно сильным в Гондаре, и виной тому было нашествие саранчи. |
| 1797                    |                                          | Из цикла Королевские хроники. |
| 1800                    |                                          | Солдаты умирали во время походов из-за голода. |
| 1829                    | Провинция Шоа                            | За этим голодом последовала вспышка холеры в 1830—31 годах. В фольклоре Сенгвера говорится, что земля «стала сухой и был страшный голод. Сигер ушли на восток в Мору Эрис, где большинство из них умерло от жары и голода». |
| 1835                    | Провинция Шоа                            | Дожди не заканчивались, что привело к голоду и «большой смертности». |
| 1880—1881               |                                          | Чума крупного рогатого скота в 1879 году распространилась из региона Аудаль, вызвав голод вплоть до Бегемдыра. |
| 1888—1892               | Восточная Африка                         | Эпизоотия африканской чумы 1890-х годов, занесенная от индийского скота и привезенная итальянцами для их кампании против Сомали, уничтожила около 90 % крупного рогатого скота. Отсутствие осадков с 16 ноября 1888 года привело к голоду во всех провинциях (кроме самых южных). Саранча и гусеницы уничтожили посевы в Акеле Гузай, Бегемдыре, Шоа и вокруг Харэра. Условия ухудшились в результате эпидемии тифа, крупной эпидемии оспы (1889—1890) и вспышки холеры (1889—1892), из-за чего коронация Менелика II прошла в сдержанной обстановке. |
| 1913—1914               | Регион Амхара и провинция Тыграй         | Цена на зерно выросла в 30 раз. |
| Ок. 1929                | Регион Амхара                            | Голод среди Амхара, который привел к восстанию местного населения, когда сборщики налогов отказались соответственно снизить налоги. |
| 1958                    | Провинция Тыграй                         | Более 100 000 человек в провинции умерли от голода. |
| 1966                    | Регион Амхара                            | Голод среди амхара, затронувший несколько районов. |
| 1973                    | Северные провинции (Уолло)               | Умерло около 100 000 человек. Вернувшись в регион Амхара, голод распространился по северным провинциям. Неспособность адекватно справиться с этим кризисом способствовала падению императорского правительства и приходу к власти Временного военно-административного совета. |
| 1984—1985               | Провинция Тыграй и Регион Амхара (Уолло) | Голод в Эфиопии (1983—1985) унес жизни 1,2 миллиона человек, оставив «400 000 беженцев за пределами страны, 2,5 миллиона запертых в стране и почти 200 000 сирот». Большинство погибших были из Тыграя и других частей северной Эфиопии. |
| 2003                    |                                          | В 2002—2003 годах от сильной засухи пострадало 13,2 миллиона человек. Данные программы показали, что тысячи взрослых и детей погибли, несмотря на широкомасштабную гуманитарную помощь. Однако, несмотря на то, что засуха была самой масштабной в современной истории страны, в пострадавших от засухи районах наблюдалась более высокая детская смертность, но не было заметного роста детской смертности среди населения в целом. Демографические факторы на уровне домохозяйства, продовольственная безопасность и безопасность средств к существованию на уровне домохозяйства, экономическое производство на уровне сообщества, доступ к питьевой воде и получение домохозяйством продовольственной помощи предсказывали выживание детей. Последний фактор имел небольшую, но значительную положительную связь с выживанием детей. |
| Ноябрь 2020 — н. в.     | Провинция Тыграй                         | Голод в провинции Тыграй, возникший во время войны, начатой Народным фронтом освобождения Тыграя против Сил национальной обороны Эфиопии и Вооруженных сил Эритреи. В последнее время силы НФОТ были объявлены парламентом Эфиопии террористами. По состоянию на январь 2021 года, сеть систем раннего предупреждения голода (FEWS NET), в соответствии с комплексной классификацией фаз продовольственной безопасности (IPC), классифицировала ситуацию острого отсутствия продовольственной безопасности в большинстве районов Тыграя, за исключением Западного Тыграя, как кризисную (фаза 3)/чрезвычайную (фаза 4). |

## Внешние ссылки
- Disaster Prevention and Preparedness Agency (DPPA) of Ethiopia Home page